# European Nature Information System
European Nature Information System (EUNIS), tiếng Việt: Hệ thống Thông tin Thiên nhiên Châu Âu, cung cấp quyền truy cập vòa dữ liệu có sẵn công cộng trong cơ sở dữ liệu EUNIS cho các loài, loại môi trường sống và các địa điểm được bảo vệ trên khắp châu Âu. Đây là một phần của trung tâm dữ liệu đa dạng sinh học châu Âu (European Biodiversity data centre - BDC), và được Cơ quan Môi trường Châu Âu (European Environment Agency - EEA) duy trì.
Cơ sở dữ liệu chứa dữ liệu
- về loài, loại môi trường sống và địa điểm được chỉ định trong khuôn khổ của Natura 2000,
- từ tài liệu được biên soạn bởi Trung tâm Chủ đề châu Âu về Đa dạng Sinh học (European Topic Centre on Biological Diversity)
- được đề cập trong các công ước quốc tế có liên quan và trong Danh sách đỏ của IUCN,
- được thu thập trong khuôn khổ các hoạt động báo cáo của EEA.